# Thảm họa mỏ Soma

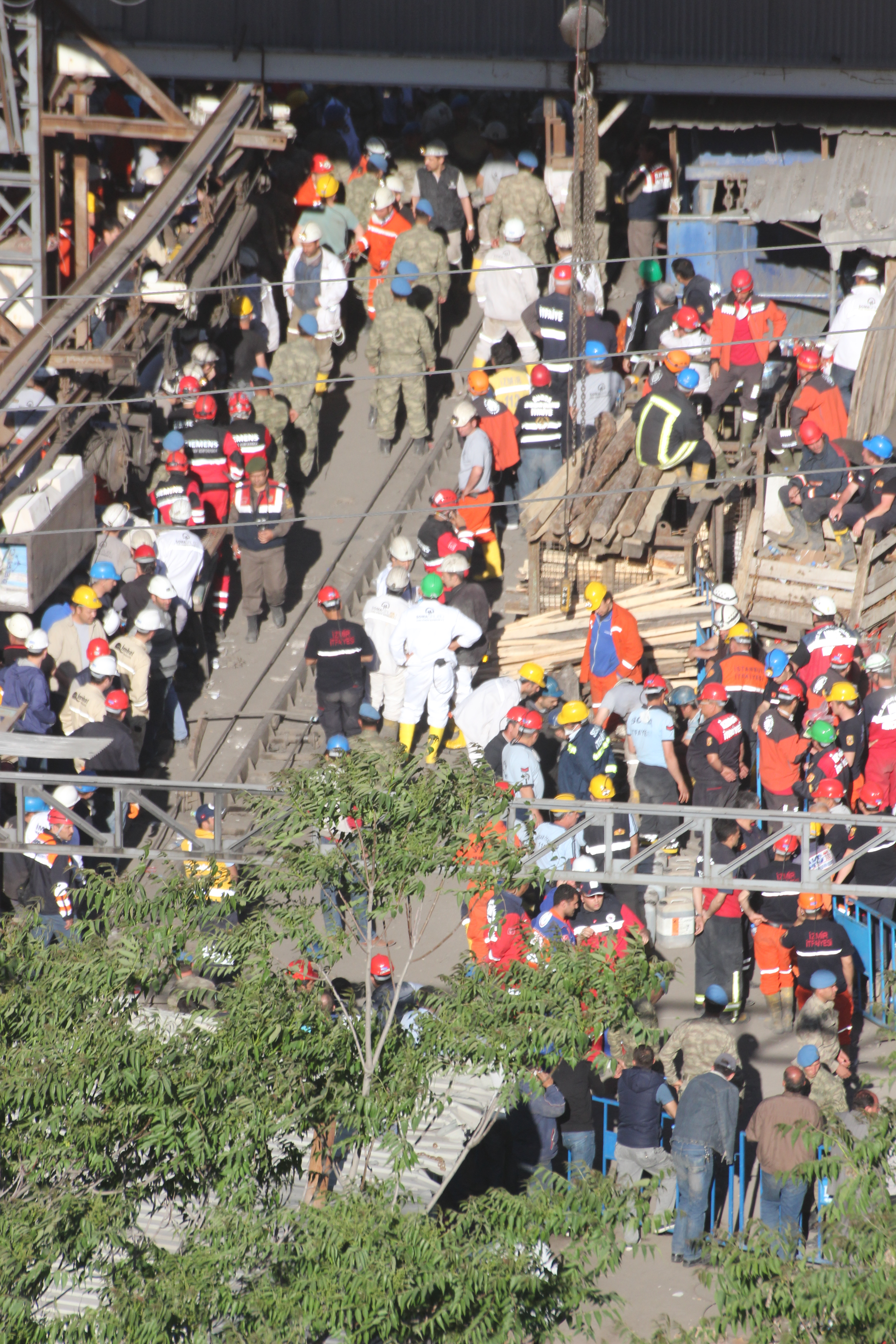

Vào ngày 13 tháng năm 2014, một vụ nổ tại mỏ than Soma ở Soma, Manisa, Thổ Nhĩ Kỳ, gây ra một đám cháy mỏ dưới lòng đất, tiếp tục cháy cho đến ngày 15 tháng 5. 301 người đã thiệt mạng trong thảm họa tồi tệ nhất của Thổ Nhĩ Kỳ.
787 người đã có mặt bên trong mỏ than khi một sự cố về điện gây ra vụ nổ ngay sau giữa trưa ngày 13 tháng 5. Sự cố đã gây mất điện, khiến các lồng nâng thợ mỏ không thể hoạt động. Nhiều thợ mỏ đã bị mắc kẹt ở độ sâu 2 km dưới lòng đất, và cách lối vào mỏ 4 km.
Hỏa hoạn đã bùng phát ngay sau vụ nổ. Nhiều thợ mỏ đã thiệt mạng do bị nhiễm độc khí cacbon monoxit. 